# Pantana phyllostachysae
Pantana phyllostachysae är en fjärilsart som beskrevs av Chao 1977. Pantana phyllostachysae ingår i släktet Pantana och familjen tofsspinnare. Inga underarter finns listade i Catalogue of Life.